# Iris colchica
Iris colchica är en irisväxtart som beskrevs av Kem.-nath. Iris colchica ingår i släktet irisar, och familjen irisväxter. Inga underarter finns listade i Catalogue of Life.